# Alexander Koester

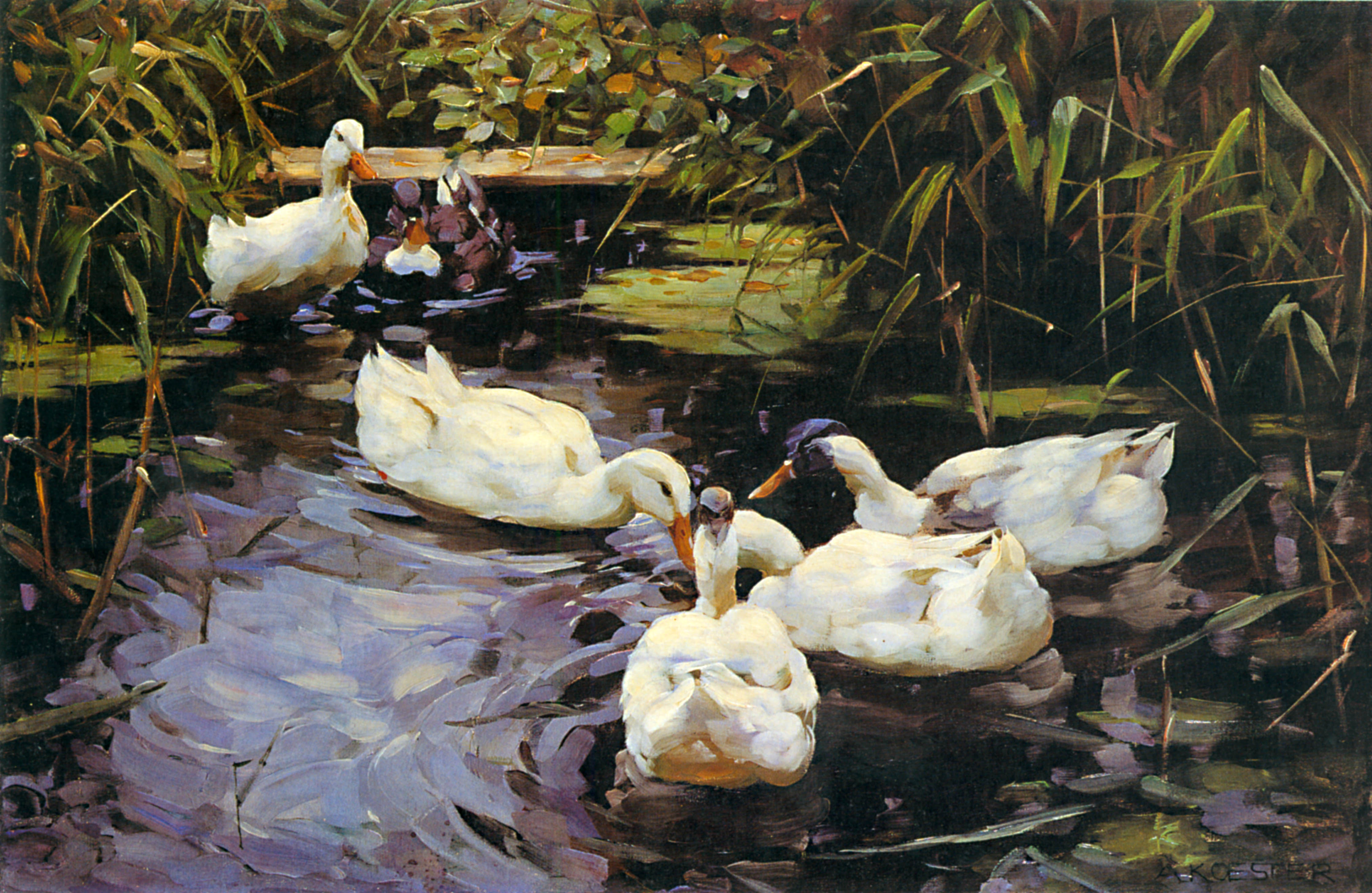
Enten auf einem Schilfteich, ok. 1890

Alexander Max Koester (ur. 10 lutego 1864 w Bergneustadt, zm. 21 grudnia 1932 w Monachium) – niemiecki malarz naturalista.
Studiował w prestiżowej akademii w Karlsruhe, mieszkał w Monachium, później przeniósł się do Klausen w południowym Tyrolu. Głównym tematem jego obrazów były kaczki, które malował przez całe życie. Swoje wczesne obrazy podpisywał Enten-Koester (Kaczka Koester). Jego prace cieszyły się dużym powodzeniem, były nagradzane złotymi medalami na wystawach w Berlinie, Monachium i St. Louis, kupowała je m.in. włoska rodzina królewska i francuski prezydent.
Artysta malował również nostalgiczne sceny rodzajowe i pejzaże, wyobrażenia dzieci i chłopów. Pod koniec życia częstym tematem jego prac były martwe natury i kwiaty. Był członkiem komitetu spółdzielni artystycznej w Monachium (Münchner Künstlergenossenschaft). Prace Koestera znajdują się w licznych zbiorach na terenie Niemiec, m.in. w Ketterer Kunst w Monacjium.